# Glauzig
Glauzig là một đô thị thuộc huyện Anhalt-Bitterfeld, bang Saxony-Anhalt, Đức. Đô thị này có diện tích 3,21 km2, dân số thời điểm ngày 31 tháng 12 năm 2006 là 469 người. Từ ngày 1 tháng 1 năm 2010, đô thị này thuộc thị xã Südliches Anhalt.